# Oliver Jörg

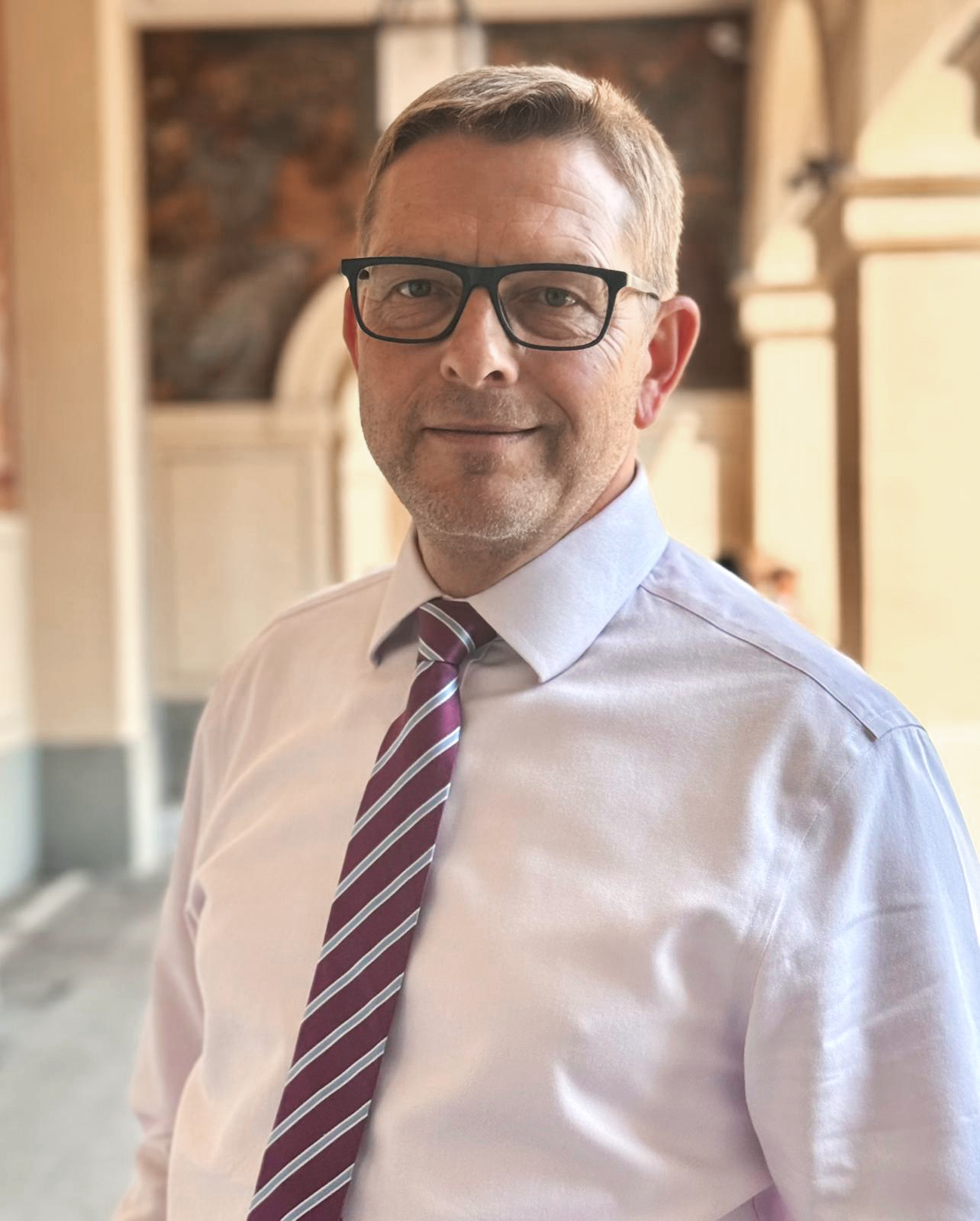
Oliver Jörg (2024)

Oliver Jörg (* 9. Juli 1972 in Aalen) ist ein deutscher Landespolitiker (CSU). Von Herbst 2008 bis Oktober 2018 gehörte er als Abgeordneter dem Bayerischen Landtag an. Er war Generalsekretär der Hanns-Seidel-Stiftung von Ende Juni 2019 bis Ende Oktober 2024. Seit Januar 2025 ist er als Stiftungsvorstand und Kaufmännischer Leiter der Stiftung Bayerische EliteAkademie (BEA) tätig.

## Beruf und Familie
Oliver Jörg besuchte zwischen 1979 und 1983 im württembergischen Hüttlingen die Grundschule und von 1983 bis 1989 die Karl-Kessler-Realschule in Wasseralfingen. Im Anschluss besuchte er in Rottweil einen Aufbauzug in Latein, Griechisch und Hebräisch und erwarb 1993 am Bischöflichen Gymnasialkonvikt Rottweil das Abitur.
Nach der Teilnahme an einem Entwicklungshilfeprojekt in Albanien und der Ableistung des Zivildienstes bei der Arbeiterwohlfahrt in Aalen studierte er ab 1995 an der Universität Passau und an der Katholisch-Theologischen Privatuniversität Linz Rechtswissenschaften mit der fachgebundenen Fremdsprachenausbildung Arabisch. Im Jahr 2000 kam er nach Würzburg, wo er im Januar 2002 sein erstes Staatsexamen ablegte. Seine Referendariatszeit verbrachte er beim Landgericht Würzburg, bei der Staatsanwaltschaft Würzburg, bei der Stadt Würzburg, bei der Regierung von Unterfranken und in einer Anwaltskanzlei. Nach seinem zweiten Staatsexamen erhielt er im Juli 2004 die Zulassung zum Rechtsanwalt. Seither führt er in Würzburg gemeinsam mit einem Partner eine eigene Kanzlei.
Von Ende Juni 2019 bis Ende Oktober 2024 war Jörg Generalsekretär der CSU-nahen Hanns-Seidel-Stiftung in München. Seit Januar 2025 ist er als Stiftungsvorstand und Kaufmännischer Leiter der Stiftung Bayerische EliteAkademie (BEA) tätig.
Jörg ist in zweiter Ehe verheiratet, nachdem er sich 2018 von Judith Jörg scheiden ließ, mit der er drei Kinder besitzt.

## Partei
Bereits während seines Studiums in Passau begann Jörg sich politisch zu engagieren. Zwischen 1995 und 1997 war er zunächst stellvertretender Vorsitzender, später Vorsitzender des Rings Christlich-Demokratischer Studenten (RCDS) Passau und Mitglied des Studentischen Konvents. 1997 wurde er zum Vorsitzenden des RCDS Bayern gewählt. Seine Tätigkeit in der Studentenvertretung führte ihn an die Junge Union (JU) und an die CSU heran. Er wurde Mitglied des JU-Landesausschusses, stellvertretender JU–Deutschlandrat sowie Mitglied des Landeshochschulausschusses der CSU.
2002 wurde er im JU-Ortsverband Würzburg-Sanderau zum Vorsitzenden gewählt. Im Jahr darauf folgte die Wahl zum Vorsitzenden der CSU Sanderau und 2005 die Wahl zum Vorsitzenden des CSU-Kreisverbandes Würzburg-Stadt.

## Abgeordneter
Im Oktober 2007 wurde er mit deutlicher Mehrheit für die Landtagswahl 2008 als Nachfolger von Walter Eykmann zum Direktkandidaten im Stimmkreis Würzburg-Stadt (Wahlkreis Unterfranken) bestimmt. Bei der Wahl am 28. September 2008 setzte er sich mit 40,5 Prozent der Erststimmen durch und zog im Oktober 2008 erstmals in den Bayerischen Landtag ein. Bei der Landtagswahl am 14. Oktober 2018 verlor er sein Direktmandat.

## Sonstiges
Er ist Ehrenmitglied der katholischen Studentenverbindung KDStV Cheruscia Würzburg im CV. Er ist Mitglied des Beirats bei der Deutsch-Arabischen Gesellschaft.